# هارولد مورو
هارولد مورو (بالإنجليزية: Harold Morrow)‏ هو لاعب كرة قدم أمريكية أمريكي، ولد في 24 فبراير 1973 في ميبلسفيل في الولايات المتحدة.

## وصلات خارجية
- هارولد مورو على موقع مرجع كرة القدم المحترفة.كوم (الإنجليزية)